# Portrety fajumskie

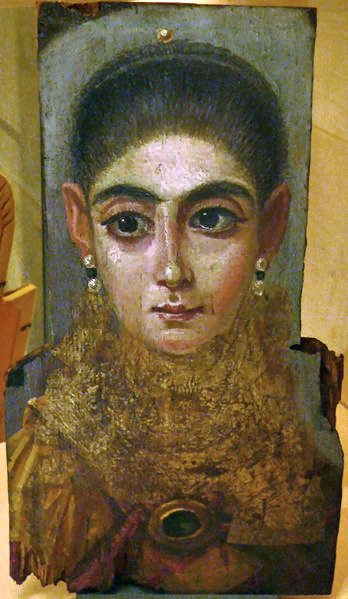
Portret kobiecy z Antinoopolis – tzw. „Europejka” (L'Européenne) z Muzeum Luwru

Portrety fajumskie – malowane wizerunki zmarłych tworzone techniką enkaustyczną, których ośrodkiem produkcji był rejon dolnoegipskiej oazy Fajum, głównie w okresie rzymskim. 
Malarstwo to obejmuje około 700 wykonanych na drewnie portretów, które wraz z zabalsamowanymi zwłokami składano do grobów. Odnaleziono je na zhellenizowanych terenach Egiptu, głównie na cmentarzyskach w oazie Fajum i cmentarzu rzymskim w Antinoopolis. Fajumskie portrety sepulkralne pochodzą z I-IV w. n.e. i prezentując różnorodność postaci ówczesnego świata, stanowią bogaty materiał poznawczy tej epoki.

## Tło historyczne
Po napływie do Egiptu Greków i Macedończyków wskutek podbojów Aleksandra Macedońskiego, ich skupiska powstały m.in. w Aleksandrii i w oazie Fajum. Przybysze w dużym stopniu przyjęli obyczaje i wierzenia Egipcjan, a wiara w życie pozagrobowe przyczyniła się też do zmiany sposobu grzebania zmarłych. Zamiast kremacji zwłoki zaczęto mumifikować, lecz dawniejsze maski egipskich kartonaży i sarkofagów zastąpiono specjalnie malowanymi wizerunkami portretowymi.

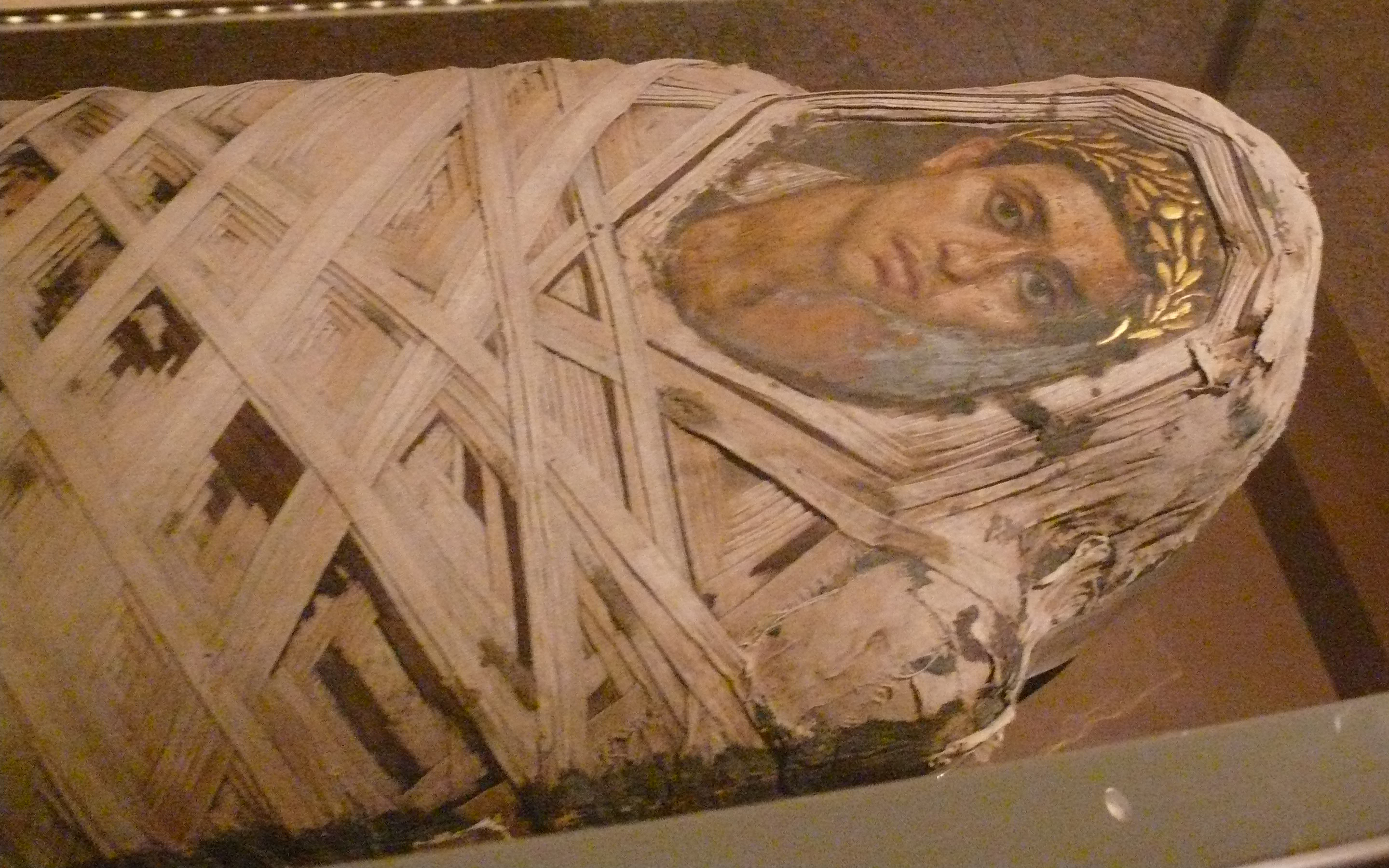
Umieszczony w całunie portret młodzieńca (I w. n.e.) ze zbiorów Metropolitan Museum of Art

Bezsprzeczne jest, że portrety mumiowe wywodzą się z tradycji rdzennie egipskiej i sięgają okresu Nowego Państwa (II tysiąclecie p.n.e.), kiedy jako trumna dla zabalsamowanych zwłok upowszechnił się sarkofag antropoidalny z plastyczną maską twarzy zmarłego wykonaną z gipsowanego płótna. Zwyczaj balsamowania zwłok utrzymywał się do końca V wieku, choć w 392 roku cesarz Teodozjusz zakazał tych praktyk. Gdy Egipt został podporządkowany Rzymianom, stosowany przez Greków egipski sposób pochówku uległ zmianie. Zamiast gipsowych masek nakładanych na twarze zwłok owiniętych w lniane bandaże, zaczęto stosować malowane na drewnianej deseczce portrety, które – choć nadal zgodnie z tradycyjnymi wierzeniami – miały teraz realistycznie zachować na wieczność rysy oblicza zmarłego.  
Nadal nie znaleziono wyjaśnienia, dlaczego zastąpiono gipsowe maski portretami na drewnie. Dotychczas ustalono, iż zmarli za życia należeli do średniozamożnej warstwy społecznej, gdyż ich mumie były starannie zabalsamowane, co było zbyt kosztownym przedsięwzięciem dla krewnych zmarłego z warstwy ubogiej. Kolejnym ustaleniem jest powiązanie zwyczaju nakładania portretów na drewnie z grecko-rzymskim pochodzeniem zmarłych. Potwierdzają to lokalizacje odkryć. Portrety zostały odnalezione na cmentarzach z terenów znacznie zhellenizowanych. Uważa się także, że zwyczaj mógł powstać pod wpływem Rzymu, jednak barwne malarstwo greckie miało wcześniejsze pochodzenie i najpewniej wpłynęło na malarstwo rzymskie. Być może zwyczaj portretowania był jednym ze sposobów podkreślenia helleńskiego pochodzenia w czasach, gdy Rzymianie faworyzowali egipskich Greków, choć niewykluczone jest także uleganie ówczesnej modzie na posiadanie własnego wizerunku.

## Odkrycie portretów

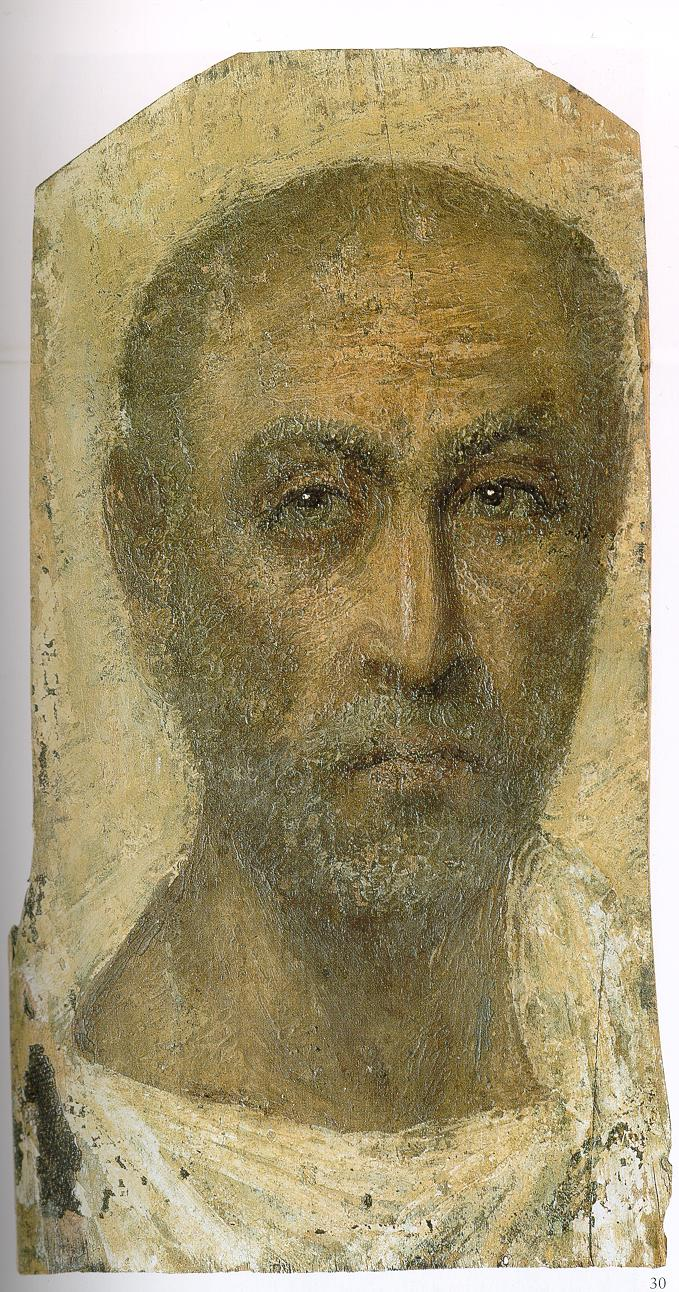
Portret mężczyzny z berlińskiego Altes Museum

Mumiowe portrety długo traktowano w Europie jako ciekawostkę. Zetknęli się z nimi już uczestnicy wypraw krzyżowych, ale dopiero w czasach napoleońskich szczególnie wzrosło zainteresowanie starożytnościami egipskimi. Maski mumii zabierano z grobów i masowo wywożono jako pamiątki, często niszcząc przy tym szczątki zmarłych. 
Początki badań nad portretami mumiowymi sięgają roku 1887, gdy wiedeński kupiec Theodor Graf zaczął skupywać maski od mieszkających w pobliżu oazy Fajum egipskich wieśniaków. Swoją kolekcją zainteresował świat nauki i w 1888 roku zorganizował wystawę, która odniosła wielki sukces w środowisku miłośników i badaczy sztuki starożytnej. Nad Nil wysyłano liczne ekspedycje archeologiczne, mające za zadanie przebadanie cmentarzysk z przełomu er. Najskuteczniejsza była wyprawa z 1888 roku podjęta przez angielskiego badacza W.M. Flindersa Petrie do południowo-zachodniej części Fajum w pobliże miejscowości Hawara. Wiele zabytków odnaleziono także w okolicach Antinoopolis podczas francuskiej ekspedycji Alberta Gayeta (1896) oraz w nekropoliach tebańskiej i memfickiej. Poza Muzeum Egipskim w Kairze i paryskim Luwrem do najlepszych kolekcji portretów mumiowych należą posiadane przez berlińskie Altes Museum i moskiewskie Muzeum Sztuk Pięknych, gdzie znalazły się w zbiorze odkupionym od Theodora Grafa przez orientalistę i egiptologa W. Goleniszczewa. 

## Techniki malarskie
Portrety przedstawiają popiersia zmarłych i zazwyczaj były przytwierdzane do kartonażu lub do lnianego całunu mumii w miejscu twarzy. Malowano je na deskach o wymiarach od 30×15 do 50×35 cm, niekiedy wprost na płótnie całunu pokrytego gipsem. Do ich wykonania używano różnych technik malarskich. Najliczniejszą grupę stanowią wizerunki w temperze o bladej i matowej powierzchni. Druga co do liczebności grupa przedstawień to portrety enkaustyczne. Na obraz nakładano grubą warstwę błyszczącej farby woskowej, która miała pokryć ślady po metalowych narzędziach. Portrety trzeciej grupy wykonywano techniką mieszaną: twarz malowano farbami woskowymi, a tło temperą. Rzadsze kompozycje figuralne z centralnym przedstawieniem całej postaci zmarłego umieszczano na pogrzebowych całunach. 

## Charakterystyka zabytków

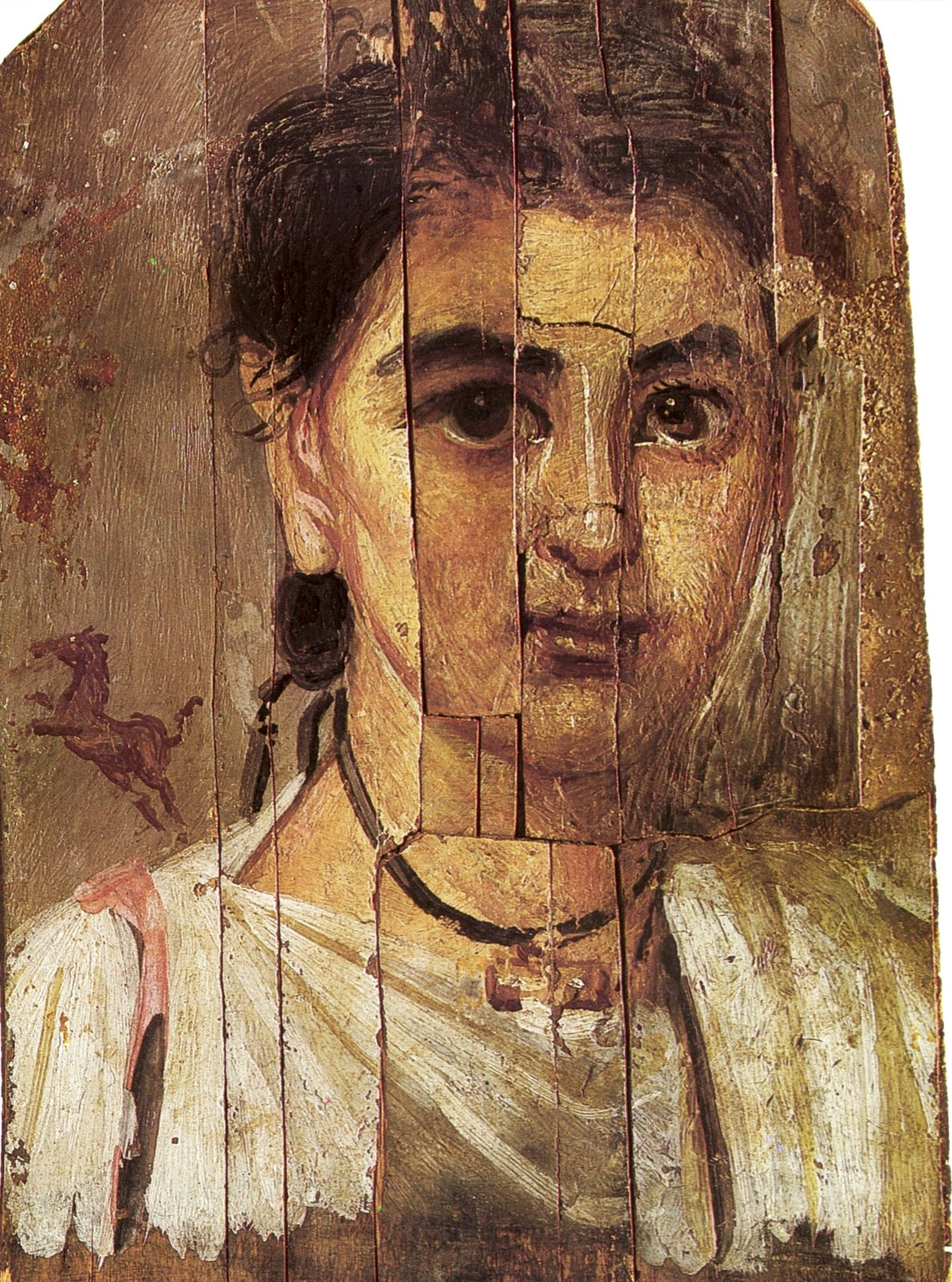
Portret chłopca z Muzeum Narodowego w Warszawie

Najstarsze zachowane portrety datowane są na I i II stulecie. Przy zachowaniu wspólnego schematu kompozycyjnego zwraca uwagę zróżnicowanie ich poziomu artystycznego – od przeciętnej poprawności rzemieślniczej do prac o finezyjnym wykonaniu. Można nawet przypuszczać, że stereotypowe wizerunki z okresu późniejszego powstawały seryjnie w warsztatach. Najlepsze z nich zdradzają umiejętność uchwycenia rysów modela, zarówno typowych, jak i charakterystycznych, nierzadko z pragnieniem uwzględnienia jego cech psychologicznych. Ponadto mumiowa galeria podobizn przedstawia mężczyzn, kobiety i dzieci wyraźnie należące do różnych grup etnicznych.
Postacie na ogół przedstawione są w swobodnej pozycji z głową lekko przechyloną na bok. Cechuje je realizm w oddawaniu najdrobniejszych wad urody, ale całość jest złagodzona dzięki miękkiemu modelunkowi światłocieniowemu. Na niektórych portretach została uchwycona osobowość modela. Przedstawiają zarówno ludzi dojrzałych, jak i starszych oraz młodych. Cechą charakterystyczną twarzy są duże, szeroko otwarte oczy, nieruchome, ze spojrzeniem zapatrzonym przed siebie, co zdaniem niektórych wskazuje na przynależność tego malarstwa do późnoantycznej fazy rozwojowej.
Z drugiej połowy II stulecia pochodzi rzadszy portret chłopca (dawniej uważany za portret młodej kobiety) należący do zbiorów warszawskiego Muzeum Narodowego (nr 236767MNW). Zakupiony w 1939 r., niewielki (wys. 38 cm, szer. 18 cm) wizerunek młodzieńca o drobnych rysach owalnej twarzy i wyrazistych oczach, wyróżnia się swobodnym ujęciem postaci, subtelnością barw i miękkim modelunkiem z dodanym efektem światłocieniowym. Odziany w białą tunikę model ma zaczesane do tyłu włosy, zawinięte według egipskiej mody za prawym uchem w tzw. lok Horusa, a na szyi nosi bullę, charakterystyczną dla dzieci obywateli rzymskich.
W I stuleciu i początkach II wieku portrety cechuje fizjonomiczny charakter ze światłocieniowym modelunkiem rysów twarzy,  kolorystyką bliską naturalnej i swobodnym ujęciem modela o żywym wyrazie twarzy. Wykonanie portretów późniejszych odbiega od fizjonomicznej wierności w kierunku tworzenia wizerunku syntetycznego. Pozbawione indywidualności, portrety te są płaskie, otoczone grubą linią konturu, bez światłocieniowego modelunku. Mimo to, wyraz uduchowienia obecny na wielu podobiznach skłania niektórych badaczy do przypuszczenia, iż portrety mumiowe mogły wywrzeć swój wpływ na wczesne ikony bizantyjskie.   

## Przeznaczenie portretów

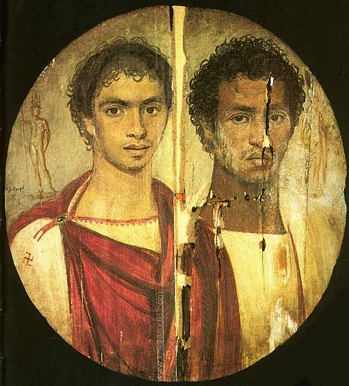
Rodzinny portret dwóch braci (II w.) z Muzeum Kairskiego

Nie określono jednoznacznie, jakie przeznaczenie miały odnalezione portrety, wśród których spotykane są również przedstawienia zbiorowe, jak np. par małżeńskich lub rodzeństwa. Znane przykłady malowideł zachowanych w drewnianych ramach wskazują, iż najwidoczniej przeznaczano je do umieszczenia w pomieszczeniach domowych. Potwierdzają to badania krawędzi malowideł, na których licznie wykryto ślady gwoździ oraz kleju używanego do sporządzenia ram. Mogły być one wykonywane na zamówienie dla dekorowania domu, a także jako świadectwo poziomu kultury i zamożności właściciela, zaś po jego śmierci prawdopodobnie składane wraz z nim do grobu. Za tą hipotezą przemawiałby też wiek przedstawionych na nich osób, na ogół młodych.
Inną grupę stanowią wizerunki malowane specjalnie na potrzeby pochówku. W takich przypadkach postacie często trzymają symbole kultu, a na portrecie widnieje imię zmarłego. Osobną grupą są medaliony. Ta kategoria portretu była przewidziana dla osób, którym oddawano cześć w domowych kapliczkach.
W aspekcie muzealnictwa zwrócono uwagę na okoliczność, że oddzielone od szczątków zmarłych i eksponowane na ścianach muzeów, portrety te „zatracają starożytny charakter, stwarzając iluzję nowoczesnej galerii rodzinnych obrazów”.